# Echipa națională de fotbal a Somaliei
Echipa națională de fotbal a Somaliei este una dintre cele mai proaste nationale de fotbal din lume.Ea reprezinta Somalia in meciurile internationale de fotbal. Este controlată de Federația Somaleză de Fotbal și este membră a Confederației Africane de Fotbal și a Uniunea Asociațiilor Arabe de Fotbal. Nu s-a calificat niciodată la turneul final al Campionatului Mondial de Fotbal.

## Competiții

### Campionatul Mondial
- 1930 până în 1978 - Nu a participat
- 1982 - Nu s-a calificat
- 1986 până în 1998 - Nu a participat
- 2002 până în 2010 - Nu s-a calificat

### Cupa Africii
- 1957 până în 1972 - Nu a participat
- 1974 - Nu s-a calificat
- 1976 - Nu a participat
- 1978 - Nu s-a calificat
- 1980  până în 1982 - Nu a participat
- 1984 până în 2010 - Nu s-a calificat
- 2012 - Nu a participat